# Icko Iben
Icko Iben, Jr. (* 27. Juni 1931 in Champaign, Illinois; † vor oder am 24. Juni 2025) war ein US-amerikanischer Astronom.

## Leben und Wirken
Iben, Sohn des in Wangerland in Deutschland geborenen Bibliothekars Icko Iben (1900–1971), erwarb nach Studien an der Harvard University und der University of Illinois at Urbana-Champaign 1958 den Doktortitel. Nach verschiedenen weiteren Stationen wurde er 1972 Professor für Astronomie und Physik an der University of Illinois, der er bis zu seinem Tod angehörte.
Iben leistete wichtige Beiträge zur Theorie der Struktur von Sternen und der Sternentwicklung, und der mit dieser Entwicklung verbundene Änderungen der Elementhäufigkeiten vom Sterninnern bis zu den beobachtbaren Sternatmosphären. Er befasste sich mit der Rolle der Konvektion in Roten Riesen und AGB-Sternen und der Entstehung Planetarischer Nebel. In drei häufig zitierten Übersichtsartikeln von 1967, 1974 und 1983 beschrieb er die Entwicklung von Sternen besonders nach der Phase auf der Hauptreihe des Hertzsprung-Russell-Diagramms. Weitere Arbeiten zeigten, dass Supernovae vom Typ I in Doppelsternsystemen entstehen.

## Ehrungen
- 1985 Mitglied der National Academy of Sciences
- 1989 Henry Norris Russell Lectureship
- 1990 Eddington-Medaille